# Skojdziszki
Skojdziszki (lit. Skaidiškės) − wieś na Litwie, w okręgu wileńskim, w rejonie wileńskim, w gminie Niemież, 3 km na północny wschód od Rudomina, przy szosie z Wilna do Mińska. 5061 mieszkańców (2012). Druga co do wielkości wieś na Litwie (po Domejkowie).
Znajdują się tu dwie szkoły początkowe (filia gimnazjum im. F. Ruszczyca i filia gimnazjum "Ryto"), kaplica św. Faustyny, biblioteka, drukarnia gazety Lietuvos rytas, park i XIX-wieczny dwór. Kilometr na południe znajduje się Kopiec Papiškiai.  

## Historia
W dwudziestoleciu międzywojennym wieś i zaścianek leżące w Polsce, w województwie wileńskim, w powiecie wileńsko-trockim, w gminie Rudomino. W 1931 miejscowość liczyła:
- wieś − 260 mieszkańców, zamieszkałych w 43 budynkach,
- zaścianek − 23 mieszkańców, zamieszkałych w 4 budynkach[3].

Po II wojnie światowej w granicach Związku Sowieckiego. Od 1991 na niepodległej Litwie.